# Zanamivir
Zanamivir este un medicament antiviral utilizat pentru tratarea și prevenirea gripei cauzate de virusurile gripale A și B. Este un inhibitor de neuraminidază și a fost dezvoltat de către compania australiană de biotehnologie Biota Holdings. Acesta a fost licențiat către Glaxo în 1990 și aprobat în SUA în 1999 doar pentru utilizare ca tratament pentru gripă. În 2006, a fost aprobat și pentru prevenirea gripei A și B. Zanamivir a fost primul inhibitor de neuraminidază comercial dezvoltat. În prezent este comercializat de GlaxoSmithKline sub denumirea comercială Relenza sub formă de pulbere pentru inhalare orală.

## Utilizări medicale
Zanamivir este utilizat pentru tratamentul infecțiilor cauzate de virusurile gripale A și B, dar cu beneficii mici în cazul persoanelor altfel sănătoase. Scade riscul de a dezvolta gripa simptomatică, dar nu și gripă asimptomatică. Combinația dintre incertitudinea diagnosticului, riscul de dezvoltare a rezistenței de către tulpina virală, posibilele efecte secundare și costurile financiare mari depășesc beneficiile mici ale zanamivir pentru profilaxia și tratamentul persoanelor sănătoase. Până în 2009, nu a fost observată nici o tulpină rezistentă în SUA. De atunci, gene care exprimă rezistența la zanamivir au fost identificate în China la persoane infectate cu gripa aviară A H7N9 în timpul tratamentului cu zanamivir.

### Tratament
În cazul persoanelor altfel sănătoase, beneficiile globale par a fi mici. Zanamivir scurtează durata simptomelor gripei neconfirmate cu mai puțin de o zi. La copiii cu astm nu a fost observat un efect clar asupra timpului până la prima ameliorare a simptomelor. Nu este clar nici dacă medicamentul afectează necesitatea de spitalizare sau riscul de deces. Nu există nici o dovadă că zanamivir reduce spitalizările sau pneumoniile și alte complicatii ale gripei, precum bronșita, infecția urechii medii și sinuzita. Zanamivir nu reduce nici riscul de pneumonie la adulți. Efectul asupra pneumoniei la copii este, de asemenea, considerat nesemnificativ.

### Prevenire
Există dovezi moderate care indică faptul că scade riscul de infecție cu 1% până la 12% pentru cei expuși. Studiile de profilaxie au arătat că zanamivir reduce riscul de gripă simptomatică la indivizi și în gospodării, dar nu există dovezi ale unui efect asupra gripei asimptomatice sau pe alte boli asemănătoare gripei. De asemenea, nu există dovezi ale reducerii riscului de transmitere între persoane a virusului gripal. Dovezile pentru beneficii în prevenirea gripei la copii sunt slabe și există preocupări cu privire la corectitudinea acestora în literatura de specialitate.

### Rezistența
Până în 2009, nici o tulpină de gripă nu a devenit rezistentă în SUA. O meta-analiză din 2011 a constatat că rezistența la zanamivir a fost rar raportată. Rezistența la antivirale poate apărea în timpul sau după tratamentul cu antivirale la anumite persoane (de exemplu, imunodeprimați). În 2013, gene care exprimă rezistența la zanamivir (și oseltamivir) au fost identificate în China la pacienții infectați cu gripă aviară A H7N9.

## Efecte adverse
Dozarea este limitată la administrarea prin inhalare. Acest lucru limitează utilizarea acestuia, iar tratarea astmaticilor ar putea induce bronhospasme. În 2006, Food and Drug Administration (FDA) a constatat că au fost raportate probleme de respirație, inclusiv decese, după aprobarea inițială de Relenza. Cei mai mulți dintre acești pacienți sufereau de astm bronșic sau boală pulmonară obstructivă cronică. Relenza, prin urmare, nu a fost recomandată pentru tratamentul sau profilaxia gripei sezoniere la persoanele cu astm bronșic sau boală pulmonară obstructivă cronică. În 2009, prospectul zanamivir conținea precauții cu privire la riscul de bronhospasm la pacienții cu boli respiratorii. GlaxoSmithKline (GSK) și FDA au notificat personalul medical cu un raport de deces al unui pacient cu gripă care a primit pulbere de zanamivir solubilizată și administrată prin ventilație mecanică.
La adulți nu a fost raportat nici un risc crescut de evenimente adverse. La copii, există puține dovezi pentru posibilele afecțiuni asociate cu tratamentul cu zanamivir. Nu se cunosc efecte toxice ale zanamivir, iar expunerea sistemică în corpul uman este scăzută.

## Mecanism de acțiune
Zanamivir funcționează prin legarea la situl activ al proteinei neuraminidază, ceea ce face ca virusul gripal să rămână blocat în celula gazdă și este astfel împiedicat de la a infecta alte celule. Este, de asemenea, un inhibitor al replicării virusului gripal in vitro și in vivo. În studiile clinice, s-a obsersvat că zanamivir reduce timpul până la dispariția simptomelor cu 1,5 zile dacă tratamentul este început în termen de 48 de ore de la debutul simptomelor.
Biodisponibilitatea medicamentului este de 2%. După inhalare, zanamivir este concentrat în plămâni și orofaringe, unde se absoarbe până la 15% din doză, iar excreția are loc în urină.

## Istoric
Zanamivir a fost preparat pentru prima dată în anul 1989 de către oamenii de știință conduși de Peter Colman și Joseph Varghese la CSIRO din Australia, în colaborare cu Victorian College of Pharmacy și Universitatea Monash. Zanamivir a fost primul inhibitor de neuraminidază. Descoperirea a fost finanțată inițial de către compania australiană de biotehnologie Biota și era parte din programul de dezvoltare de agenți antivirali prin design rațional de medicamente. Strategia s-a bazat pe disponibilitatea structurii neuraminidazei virusului prin cristalografia de raze X. De asemenea, era cunoscut, încă din 1974, că acidul 2-dezoxi-2,3-didehidro-N-acetilneuraminic (DANA), un analog al acidului sialic, este un inhibitor de neuraminidază.
Deoarece Biota era o companie mică, nu avea resursele necesare pentru a pune zanamivir la piață fără sprijin. În 1990, drepturile asupra zanamivir au fost licențiate către Glaxo, acum GlaxoSmithKline (GSK). Acordul oferea companiei Biota o redevență de 7% din vânzările de zanamivir realizate de Glaxo.
Deși zanamivir a fost primul inhibitor de neuraminidază de pe piață, după doar câteva luni a apărut cel de-al doilea, oseltamivir (Tamiflu), sub formă de capsule orale.
În august 2006, Germania a anunțat că va cumpăra 1,7 milioane de doze de zanamivir ca parte a pregătirii sale strategice pentru combaterea gripei aviare. „Achiziționarea de către Germania arată că țările au început să aibă o viziune echilibrată relativ la pregătirea pentru gripă”, a spus Simon Tucker, director de cercetare al Biota, unde a fost inițial dezvoltat zanamivir.
În aprilie 2009, au fost raportate mai multe cazuri de gripă porcină (virusul H1N1) în SUA și Mexic. Zanamivir este unul din doar două medicamente prescrise pentru a trata această afecțiune. Un studiu publicat în iunie 2009 a subliniat nevoia urgentă de augmentare a stocurilor de oseltamivir, alături de alte medicamente antivirale, precum zanamivir, concluzie bazată pe o evaluare a performanțelor acestor medicamente în scenariul în care neuraminidaza (NA)  gripei porcine H1N1 din 2009 dobândește rezistenșță la Tamiflu prin mutația His274Tyr, care este în prezent larg răspândită în 99,6% din tulpinile sezoniere H1N1 testate.
În ianuarie 2011, GSK a anunțat că va începe studiile de fază III pentru zanamivir intravenos într-un studiu în 20 de țări din emisferele nordică și sudică.